# Jsme trochu jiný
Jsme trochu jiný je album od brněnské hudební skupiny Morčata na útěku, které vyšlo v roce 2008. Obsahuje 17 skladeb. Nahráno a zpracováno bylo 10. až 15. prosince 2007 v bzeneckém studiu Shaark.

## Obsazení
- Baskytara – Ketchup
- Design – Matěj Šimek
- Bicí – Filipínec
- Kytara – Mikesh
- Zpěv – Yetty

## Seznam skladeb
| Pořadí         | Název                                                               | Délka |
| -------------- | ------------------------------------------------------------------- | ----- |
| 1.             | Čuraci (Kabát - Burlaci)                                            |       |
| 2.             | Bodač Z Dukovan : Tajemství Krutorova Mutagenu (Vlastní tvorba)     |       |
| 3.             | Cháluj (Sanitka - Můj Čas)                                          |       |
| 4.             | Prelude Z Bordelu (Tenacious D - Tribute)                           |       |
| 5.             | Já Mám Starou Z Bordelu (Vlastní tvorba)                            |       |
| 6.             | Alterlude Z Bordelu (Tenacious D - Tribute)                         |       |
| 7.             | Tajemství Rituální Obřízky (Richard Müller- Srdce Jako Kníže Rohan) |       |
| 8.             | Leprosong (Dusty Springfield - I Only Want To Be With You)          |       |
| 9.             | Romídci (Znělka ze seriálu Gumídci)                                 |       |
| 10.            | Jsme Trochu Jiný (Vlastní tvorba)                                   |       |
| 11.            | Revizor (Balet - Hej Pane Diskžokej)                                |       |
| 12.            | Zvířecí Holocaust (Savana - Montgomery)                             |       |
| 13.            | Kterak Kosťa Melodku Vyzdobil (ABBA - Lay All Your Love On Me)      |       |
| 14.            | Demonstrační (Banjo Band Ivana Mládka - Medvědi Nevědí)             |       |
| 15.            | Orchidej Of The World (Eva A Vašek - Bílá Orchidej Feat. Manowar)   |       |
| 16.            | Dušan Je Gay (Remake) (Törr - Made In Hell)                         |       |
| 17.            | Hidden Track - Plzeňská (Vlastní tvorba)                            |       |
| Celková délka: | Celková délka:                                                      | 48:27 |